# John J. Collins
John J. Collins (Newport, 2 febbraio 1946) è un biblista irlandese naturalizzato statunitense, noto per le sue ricerche sulla Bibbia ebraica, così come per gli studi sugli apocrifi del Giudaismo del Secondo Tempio. Allo stesso modo si è lungamente interessato dei Rotoli del Mar Morto e della loro relazione con le origini cristiane. Collins ha pubblicato e curato oltre 300 opere accademiche e una serie di articoli e libri di carattere divulgativo. Tra le sue opere più note ricordiamo Between Athens and Jerusalem: Jewish Identity in the Hellenistic Diaspora (New York: Crossroad, 1983); Daniel nella serie dei commentari di Hermeneia (Minneapolis: Fortress, 1993); The Scepter and the Star. The Messiahs of the Dead Sea Scrolls and Other Ancient Literature (New York: Doubleday, 1995); e The Bible after Babel: Historical Criticism in a Postmodern Age (Grand Rapids, Eerdmans, 2005).

## Biografia
Collins è nato nella contea di Tipperary, in Irlanda, e ha frequentato il Rockwell College.  Dopo il liceo si unisce ai Padri dello Spirito Santo e trascorre nove anni con l'ordine. Ha studiato a University College Dublin (BA, MA) e presso la Harvard University (Ph.D.). Ha ricoperto incarichi accademici presso numerose istituzioni tra cui l' Università di Notre Dame (1985-1991), l'Università di Harvard e l' Università di Chicago (1991-2000). È stato fino al 2021 Holmes Professor of Old Testament Criticism and Interpretation presso la Yale Divinity School. Inoltre è stato presidente della Chicago Society of Biblical Research (1995-1996), della Catholic Biblical Association of America (1996-1997), e della Society of Biblical Literature (2002), e presidente regionale per il New England e Regione del Canada orientale della Society of Biblical Literature (2008). È stato anche redattore capo di riviste scientifiche quali Dead Sea Discoveries, Supplements to the Journal for the Study of Judaism e Journal of Biblical Literature. È diventato l'editore generale della serie Anchor Yale Bible nel 2008.
Collins è sposato con Adela Yarbro Collins, Buckingham Professor of New Testament Criticism and Interpretation presso Yale Divinity School dal 2000, con la quale ha scritto King and Messiah as Son of God (Grand Rapids: Eerdmans, 2008).